# スイートポテトパイ
スイートポテトパイ(sweet potato pie)あるいはスイートポテトキャセロール(sweet potato casserole)は、アメリカ合衆国南部の黒人コミュニティ内に伝わるとされているデザートの一種。アメリカでは、感謝祭やクリスマスなどでパンプキンパイの代わりとして食べられることが多い。

## 作り方
作り方としては、パイ生地につぶしたサツマイモ、練乳、砂糖、スパイスとしてナツメグや卵などを詰めて、表面がきつね色になるまで焼いたら完成。この他にも、バニラやレモンの果汁を加えるパターンも存在している。材料の比率はレシピごとに異なる。

## 歴史
野菜とクリームのパイの歴史は、中世ヨーロッパまで溯る。まず、サツマイモの歴史は16世紀の植民地時代初期頃が始まりだとされている。
特にカトリック両王はサツマイモをこよなく愛しており、庭で育てるほどであった。その後、西アフリカに伝播し、奴隷たちからはヤム芋の代わりとして重宝され、瞬く間に食生活に馴染んでいったという。このような中で形を変え、最終的に行き着いたのが、今現在のスイートポテトパイだとされている。スイートポテトパイのレシピはすでに18世紀の料理本には登場しており、19世紀までには定番のデザートの一種として認知されていたが、サツマイモと乳製品という点以外は、ナツメグがシナモンになったり、ブランデーを入れたりと時代に合わせて変遷遂げているのも特徴である。また、19世紀終盤から20世紀初頭にかけて、アメリカではマシュマロがトレンド入りしており、焼き上げる際にマシュマロを生地に折り込んで焼くのが流行ったという。